# خبرت خراب‌تر کرد جراحت جدائی
غزلِ ده‌بیتی با مطلعِ «خبرت خراب‌تر کرد جراحت جدائی» غزلی است از سعدی در بحرِ رمل.

## اجرا
محمّدرضا شجریان در آلبوم‌های آرام جان و در خیال این غزل را به آواز خوانده است.
اکبر گلپایگانی نیز در شماره ۳۵ برنامهٔ گل‌های تازه این غزل را اجرا کرده است.